# Jesús Rodríguez (político)
Jesús Rodríguez (Quilmes, Provincia de Buenos Aires, 16 de junio de 1955) es un economista y político argentino, perteneciente a la Unión Cívica Radical. Fue Auditor General de la Nación desde el 6 de abril de 2016 hasta el 25 de junio de 2020, para posteriormente presidir dicho organismo desde el 3 de marzo de 2020 hasta el 12 de diciembre de 2023. Actualmente es Vicepresidente de la Internacional Socialista desde 2017. 
Fue Diputado Nacional por la Ciudad de Buenos Aires durante los períodos 1983-1987, 1987-1991, 1993-1997 y 1999-2003 y representó a su distrito en la Convención Nacional que reformó la Constitución Nacional en 1994. Se desempeñó brevemente como ministro de Economía del presidente Raúl Alfonsín.

## Biografía

### Infancia y juventud
Rodríguez nació en la localidad de Quilmes, Provincia de Buenos Aires el 16 de junio de 1955. Está casado con Silvana Rosa Lagrosa y tiene tres hijas.
Realizó sus estudios secundarios en la Escuela Superior de Comercio Carlos Pellegrini y los universitarios en la Facultad de Ciencias Económicas (UBA) de la Universidad de Buenos Aires, donde se recibió de Licenciado en Economía en el año 1979.

### Actividad política

#### Años 1980
Tras el derrumbe de la dictadura militar y la convocatoria a elecciones democráticas para 1983, el joven dirigente radical enrolado en la Junta Coordinadora Nacional integró las listas de candidatos a diputados nacionales de su partido en la Capital Federal. Con el amplio triunfo obtenido por la UCR el 30 de octubre en el distrito porteño, Rodríguez es electo diputado nacional por el período 1983/1987 con sólo 28 años de edad.
En 1984, al reorganizarse el Comité Nacional de la Juventud Radical en el marco del predominio y prestigio político de la Junta Coordinadora Nacional, el plenario de delegados elige al diputado porteño como su presidente.
Para las elecciones generales del 6 de septiembre de 1987, Rodríguez encabeza la lista de diputados nacionales de la UCR de la Capital Federal, siendo reelecto diputado para el período 1987/1991. En la derrota electoral que debilitó de manera decisiva al gobierno del presidente radical Raúl Alfonsín, la Capital Federal, junto a las provincias de Córdoba y Río Negro, fueron los únicos distritos en los que el oficialismo radical triunfó frente al peronismo opositor.
Tras la derrota radical en las elecciones presidenciales del 14 de mayo de 1989, electo Carlos Menem presidente y desatado ya el proceso hiperinflacionario, el diputado Rodríguez aceptó en lo que fue considerado un sacrificio político hacerse cargo del Ministerio de Economía durante las últimas semanas de la presidencia de Alfonsín.

#### Años 1990
Con el radicalismo en la oposición, y el alfonsinismo en jaque con el surgimiento de liderazgos locales en las provincias, Rodríguez fundó en 1989 el Ateneo del Centenario, línea interna del radicalismo porteño de perfil de centro izquierda, una suerte de "alfonsinismo crítico" renovador. 
El "Centenario" se erigió en las internas radicales porteñas de 1991 y 1993 como el principal grupo radical frente al Movimiento de Participación liderado por Fernando de la Rúa. Justamente por la minoría partidaria, en 1993 ingresó como cuarto candidato a diputado nacional por la UCR para las elecciones del 3 de octubre, con lo cual fue elegido una vez más diputado nacional. 
Tras el Pacto de Olivos entre Alfonsín y el presidente Menem, Rodríguez respaldó la opción política del expresidente radical. Con la abstención del delarruismo -opositor al pacto- Jesús Rodríguez encabezó la lista radical de convencionales constituyentes de su distrito que compitió en las elecciones del 10 de abril de 1994, en las cuales el radicalismo obtuvo una dura derrota, quedando relegado al tercer lugar con alrededor del 15% de los votos, detrás del emergente Frente Grande de Carlos "Chacho" Álvarez que había capitalizado el descontento de la clase media urbana con el Pacto de Olivos.
Frente a las elecciones presidenciales de 1995 en la cual el presidente Carlos Menem buscaría su reelección, el Ateneo del Centenario apoyó la fórmula presidencial integrada por Federico Storani y Rodolfo Terragno, de perfil más opositor, la que finalmente perdió la interna radical frente al rionegrino Horacio Massaccesi, apoyado por Alfonsín, Eduardo Angeloz y los gobernadores radicales.
Sancionada la autonomía de la ciudad de Buenos Aires, en 1996 apoyó en la interna radical la precandidatura de Fernando de la Rúa a Jefe de Gobierno porteño frente al ex intendente Facundo Suárez Lastra.

#### Años 2000
En 1999 fue nuevamente electo diputado nacional por la Alianza, durante el gobierno de De La Rúa se desempeñó como vicepresidente del bloque de diputados aliancistas.

#### Años 2010
Entre los años 2005 y 2007 fue Presidente Comité Capital de la Unión Cívica Radical y en el período 2009-2011 se desempeñó como Secretario General del Comité Nacional de su partido, durante la presidencia de Ernesto Sanz. Actualmente coordina el Centro de Estudios para el Cambio Estructural (CECE) junto al también exministro de Economía de Alfonsín Juan Vital Sourrouille, institución que se especializa en la relación financiera entre el Estado Nacional y las provincias.
Fue editor responsable de la revista virtual Escenarios Alternativos, que tiene como origen una revista homónima en formato libro aparecida a comienzos de 1997 y que dirigiera el mismo Jesús Rodríguez junto al puntano Walter Ceballos.
En abril de 2016, a propuesta de los diputados de la UCR, fue designado Auditor General de la Nación.

#### Años 2020
El 28 de febrero de 2020, fue propuesto por la Unión Cívica Radical para el cargo de Presidente de la Auditoría General de la Nación.

### Actividad académica
Tras graduarse de Licenciado en Economía en la Facultad de Ciencias Económicas de la Universidad de Buenos Aires, realizó estudios de especialización y llevó a cabo investigaciones académicas en FLACSO, Woodrow Wilson International Center for Scholars, Universidad Complutense de Madrid, Universidad de Oxford y Georgetown University.[cita requerida]

### Activismo internacional
Integra el Consejo de Presidencia de la Asamblea Permanente de los Derechos Humanos.
Es Vicepresidente de la Internacional Socialista desde 2017.